# Pisaster giganteus

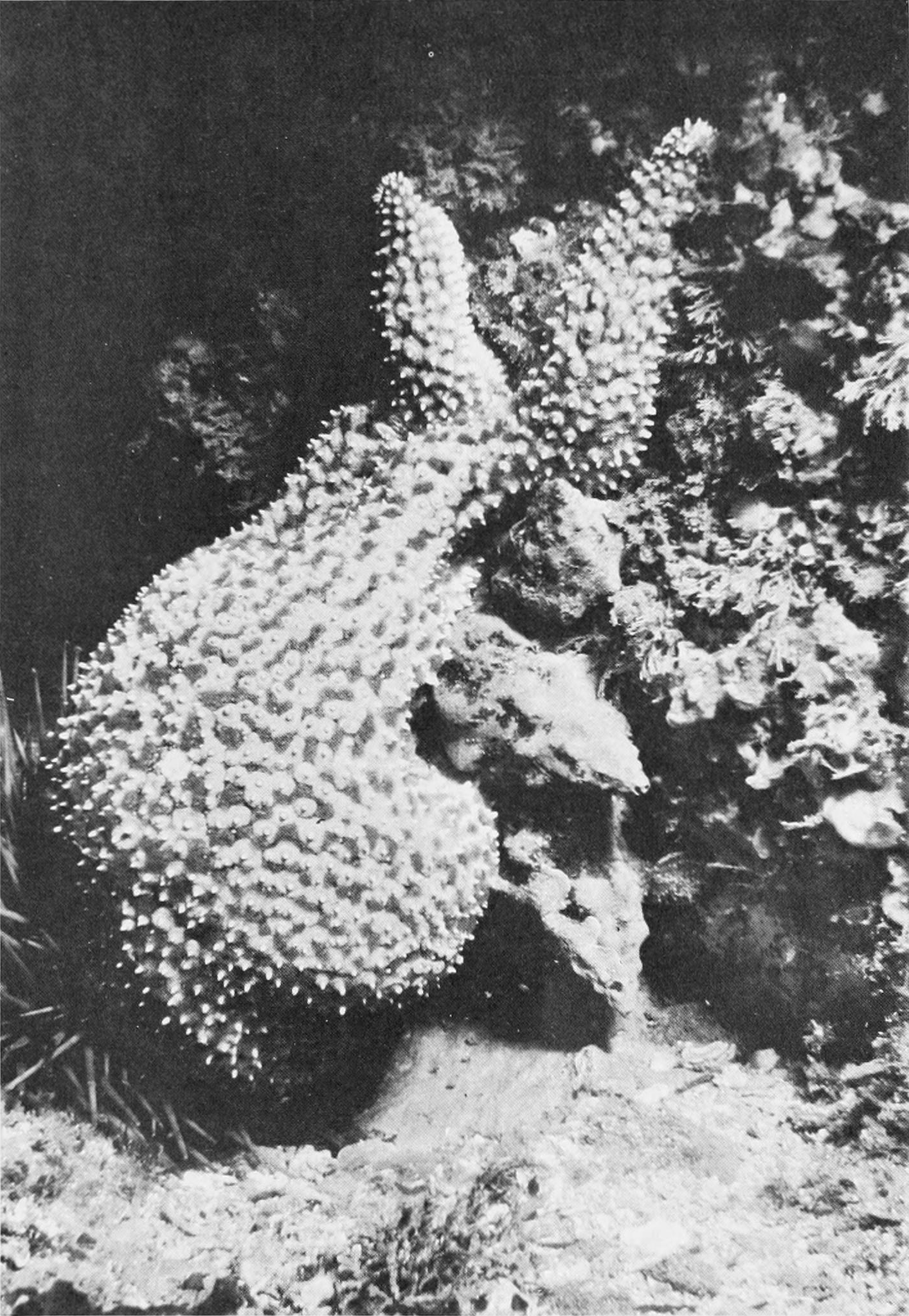
Pisaster giganteus frisst eine Muschel Chama pellucida, während drei Schnecken Kelletia kelletii mit ihren Proboscides auch an das Muschelfleisch gelangen wollen.

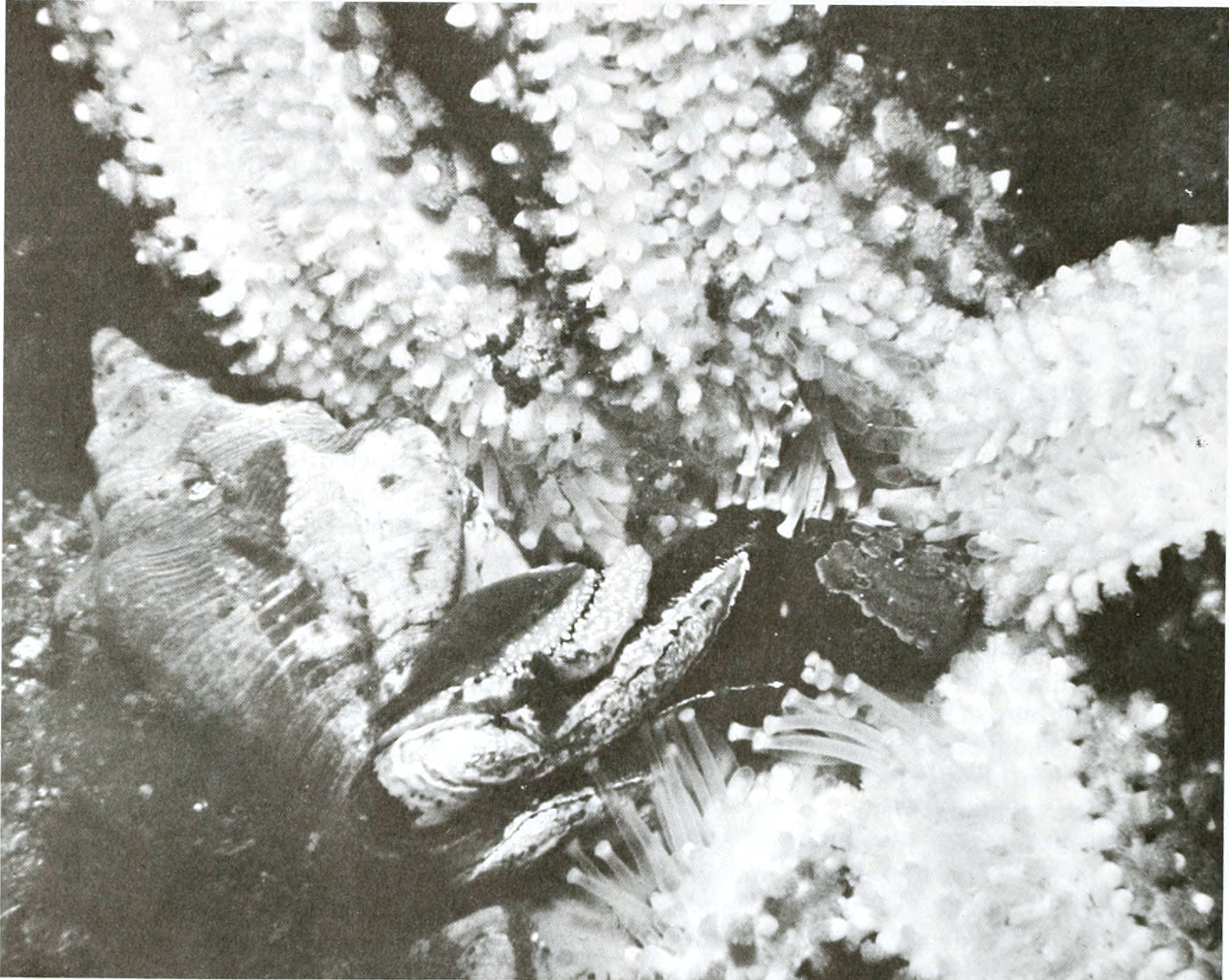
Pisaster giganteus und Kelletia kelletii fressen an einer Muschel Adula falcata.

Pisaster giganteus ist eine Art der Seesterne aus der Ordnung der Zangensterne (Forcipulata), die an der nordamerikanischen Pazifikküste heimisch ist und sich vor allem von Muscheln und Seepocken ernährt.

## Merkmale
Pisaster giganteus hat einen kompakten Körper mit fünf dicken Armen und erreicht eine Körpergröße von etwa 24 cm. Er ist somit trotz seines Namens kleiner als der verwandte Pisaster ochraceus, wenn auch einzelne Exemplare in tieferem Wasser 60 cm Größe überschreiten können. Die Oberseite ist meist hellbraun, bisweilen auch rot, purpurfarben, gelblich oder grau und ist versehen mit dicken, stumpfen Stacheln bläulicher Farbe mit weißen, rosafarbenen oder violetten, verdickten Spitzen, umgeben von Pedicellarien, die unter anderem dem Schutz gegen Feinde dienen.

## Fortpflanzungszyklus
Pisaster giganteus ist wie andere Seesterne getrenntgeschlechtlich, und die Eier werden im freien Meerwasser befruchtet. Hierzu kommen im März und April Weibchen und Männchen in Gruppen zusammen. Die Eier sind klein und entwickeln sich zu zweiseitig symmetrischen frei schwimmenden Larven, die sich nach einer Zeit als Plankton am Substrat anheften und zu Seesternen metamorphosieren.

## Habitat
Pisaster giganteus lebt an der nordamerikanischen Pazifikküste von Vancouver Island (British Columbia) bis Baja California. Er lebt auf felsigem Untergrund, teilweise auch Sand, doch nur am unteren Rand der Gezeitenzone bis in etwa 88 m Tiefe, denn er verträgt trockene Phasen nicht so gut wie der verwandte Pisaster ochraceus.

## Ernährung
Pisaster giganteus bevorzugt Miesmuscheln (Mytilus californianus) gegenüber anderen Beutetieren, doch frisst er auch andere Muscheln (z. B. Chama pellucida), Rankenfußkrebse (Seepocken der Gattung Balanus), Käferschnecken und Schnecken (z. B. Napfschnecken und Wurmschnecken). Der Seestern kann seinen Magen zur extraintestinalen Verdauung ausstülpen und durch enge Spalten in einer Muschel- oder Seepockenschale zwängen.
Pisaster giganteus frisst gelegentlich auch die Raubschnecke Kelletia kelletii, doch zeigt diese keine Fluchtreaktion. Vielmehr wurde sie von Rosenthal (1972) öfters in der Nähe von Pisaster giganteus beobachtet, während dieser ein Beutetier fraß. Verzehrt der Seestern gerade eine andere Beute, überwiegt offenbar der Vorteil für die Schnecke, an deren Fleisch zu gelangen. In der Regel sind es 2 oder 3 Schnecken, die mithilfe ihrer langen Proboscides Fleisch vom Opfer des fressenden Seesterns abraspeln. Andere Seesterne, bei denen Kelletia kelletii als Kommensale mitfrisst, sind Dermasterias imbricata und Pisaster brevispinus.

## Fressfeinde
Während die frei schwimmenden Larven von zahlreichen Tieren gefressen werden, hat Pisaster giganteus als ausgewachsener Seestern nur wenige Feinde. Dies sind in erster Linie Seeotter und Vögel, vor allem Möwen.